# Тюркин, Дмитрий Васильевич
Дми́трий Васи́льевич Тю́ркин (3 ноября 1920, Мордовская Поляна, Тамбовская губерния — 14 мая 1984, Полтава) — советский военнослужащий, участник Великой Отечественной войны, Герой Советского Союза, командир 586-го танкового батальона 219-й танковой бригады 1-го Красноградского механизированного корпуса 37-й армии Степного фронта, старший лейтенант.

## Биография
Родился 3 ноября 1920 года в селе Мордовская Поляна в семье лесника. Мордвин. Член ВКП(б)/КПСС с 1943 года. Окончил неполную среднюю школу и два курса Зубово-Полянского педагогического училища.
В 1938 году призван в ряды Красной Армии. В 1940 году окончил 2-е Саратовское танковое училище. В боях Великой Отечественной войны с июля 1941 года. Воевал на Западном, Калининском, Степном, 2-м Украинском фронтах. Участвовал в обороне Москвы, в Курской битве, освобождал Белгород, Полтаву, Кременчуг, форсировал Днепр. Был шесть раз ранен.
Осенью 1943 года войска Степного фронта с боями вышли к Днепру на участке от Кременчуга до Днепропетровска. 29 сентября 1943 года 1-й танковый батальон 1-го Красноградского механизированного корпуса первым ворвался в подожжённый гитлеровцами Кременчуг и во взаимодействии с частями 5-й гвардейской армии генерал-лейтенанта А. С. Жадова освободил город от вражеских захватчиков.
Особенно отличились танкисты батальона в боях за Днепр. В ночь на 2 октября 1943 года под сильным огнём противника они форсировали реку южнее Кременчуга в районе населённого пункта Мишурин Рог. Ещё до рассвета танкисты прорвали оборону противника на правом берегу и нанесли ему значительные потери. Преодолев противотанковые рвы и проволочные заграждения, советские воины освободили Мишурин Рог, Тарасовку, Бородаевку, Сусловку, Роговку, ряд других населённых пунктов и продолжали развивать успех. В бою за высоту севернее села Анновка танк Д. В. Тюркина был подбит. Оставив пылающую машину, командир продолжал руководить боем. Против батальона Д. В. Тюркина противники бросили части 23-й танковой дивизии, где было свыше 200 «тигров» и «пантер». Завязался неравный бой. Контратаку танков противника поддерживала авиация. В этом бою танкисты Д. В. Тюркина проявили массовый героизм и уничтожили большое количество вражеских машин. Заняв позицию в долине реки Омельник, южнее Мишурина Рога, батальон на протяжении двух суток отравил десять контратак врага.
4 октября 1943 года, утром, противники, подтянув новые силы, снова контратаковали позиции танкистов. Они пытались любой ценой сбросить советских воинов в Днепр. Двадцать «пантер» и «тигров» при поддержке 120 автоматчиков начали контратаку вдоль дороги и речки Омельник. Одновременно на правый фланг батальона двигалось восемнадцать, а на левый — двенадцать танков противника. Их действия поддерживали сорок «юнкерсов». Ожесточённый бой продолжался несколько часов. Ценой больших потерь врагу удалось вклиниться в боевые порядки батальона. В критический момент Д. В. Тюркин повёл своих воинов в атаку. Применив тактику ближнего боя, они парализовали действия значительного числа танков противника, поддерживавших контратаку огнём с флангов. Наши танкисты расстреливали вражеские машины в упор. Во время этой схватки экипаж машины младшего лейтенанта В. М. Чхаидзе таранил вражеский танк. На протяжении восемнадцати суток танкисты батальона Д. В. Тюркина сдерживали яростный натиск врага. Только за три дня отважные танкисты отразили девятнадцать атак 23-й немецкой танковой дивизии, нанеся ей большие потери. Удерживая плацдарм, наши танкисты подбили и уничтожили 80 танков врага, до 20 пушек различного калибра, 5 миномётных батарей, 45 пулемётных точек, до 800 вражеских солдат и офицеров.
Указом Президиума Верховного Совета СССР от 20 декабря 1943 года за мужество и героизм, проявленные при форсировании Днепра и удержании плацдарма на его правом берегу старшему лейтенанту Дмитрию Васильевичу Тюркину присвоено звание Героя Советского Союза с вручением ордена Ленина и медали «Золотая Звезда».
В 1947 году окончил Военную академию бронетанковых и механизированных войск, в 1956 году — высшие академические курсы при Военной академии имени М. В. Фрунзе. С 1964 года полковник Д. В. Тюркин — в запасе. Жил в Полтаве. Работал директором производственно-рекламного комбината. В 1970 году вышел на пенсию. Скончался 14 мая 1984 года.
Награждён орденами Ленина, Красного Знамени, Красной Звезды, медалями.
В посёлке городского типа Зубова Поляна установлена мемориальная доска Герою.